# Рівнинні дощові та прісноводні заболочені ліси півночі Нової Гвінеї
Рівнинні дощові та прісноводні заболочені ліси півночі Нової Гвінеї (ідентифікатор WWF: AA0115) — австралазійський екорегіон тропічних та субтропічних вологих широколистяних лісів, розташований на півночі Нової Гвінеї.

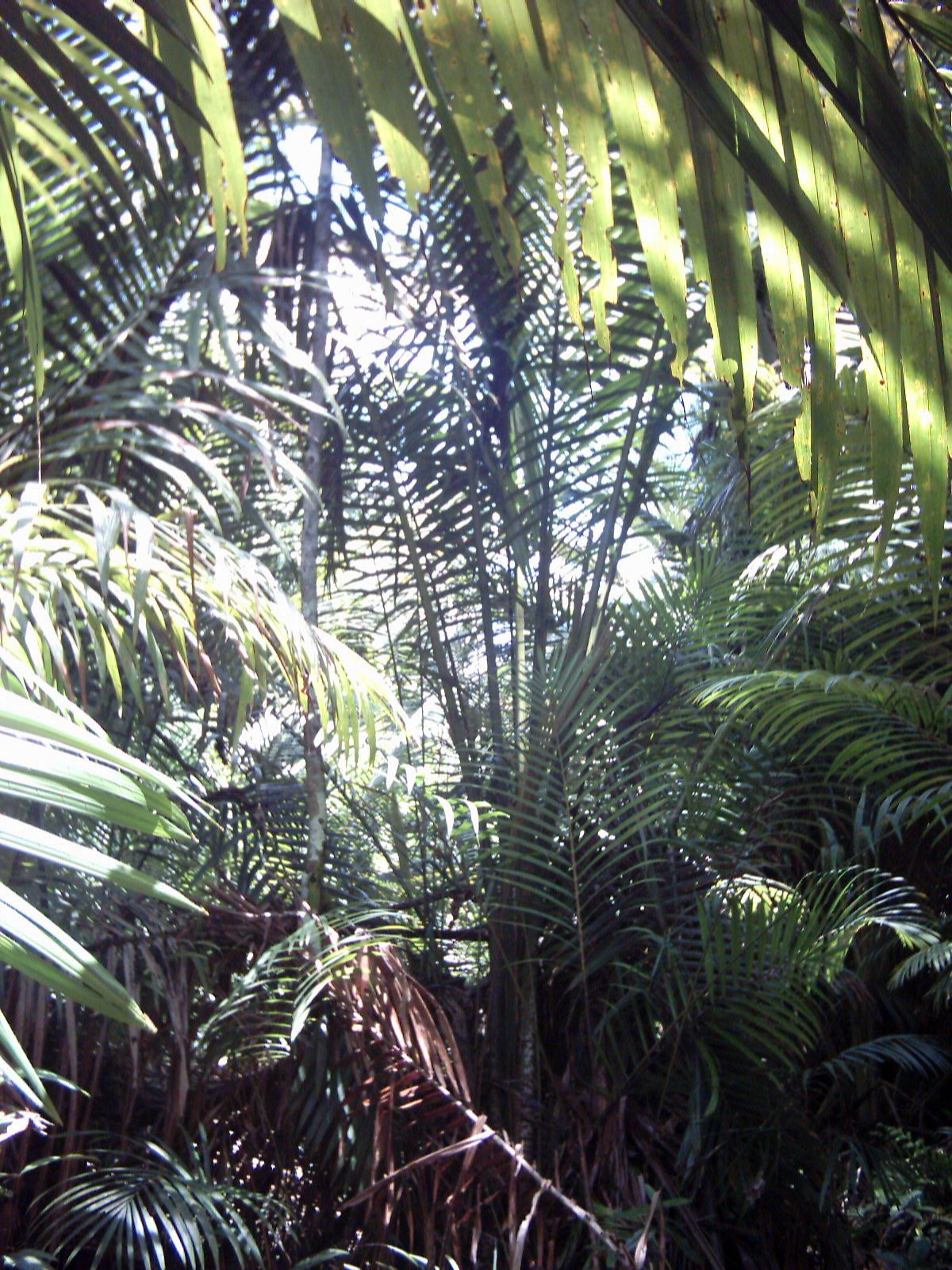
Сагові пальми (Metroxylon sagu) в підліску у Папуа Новій Гвінеї

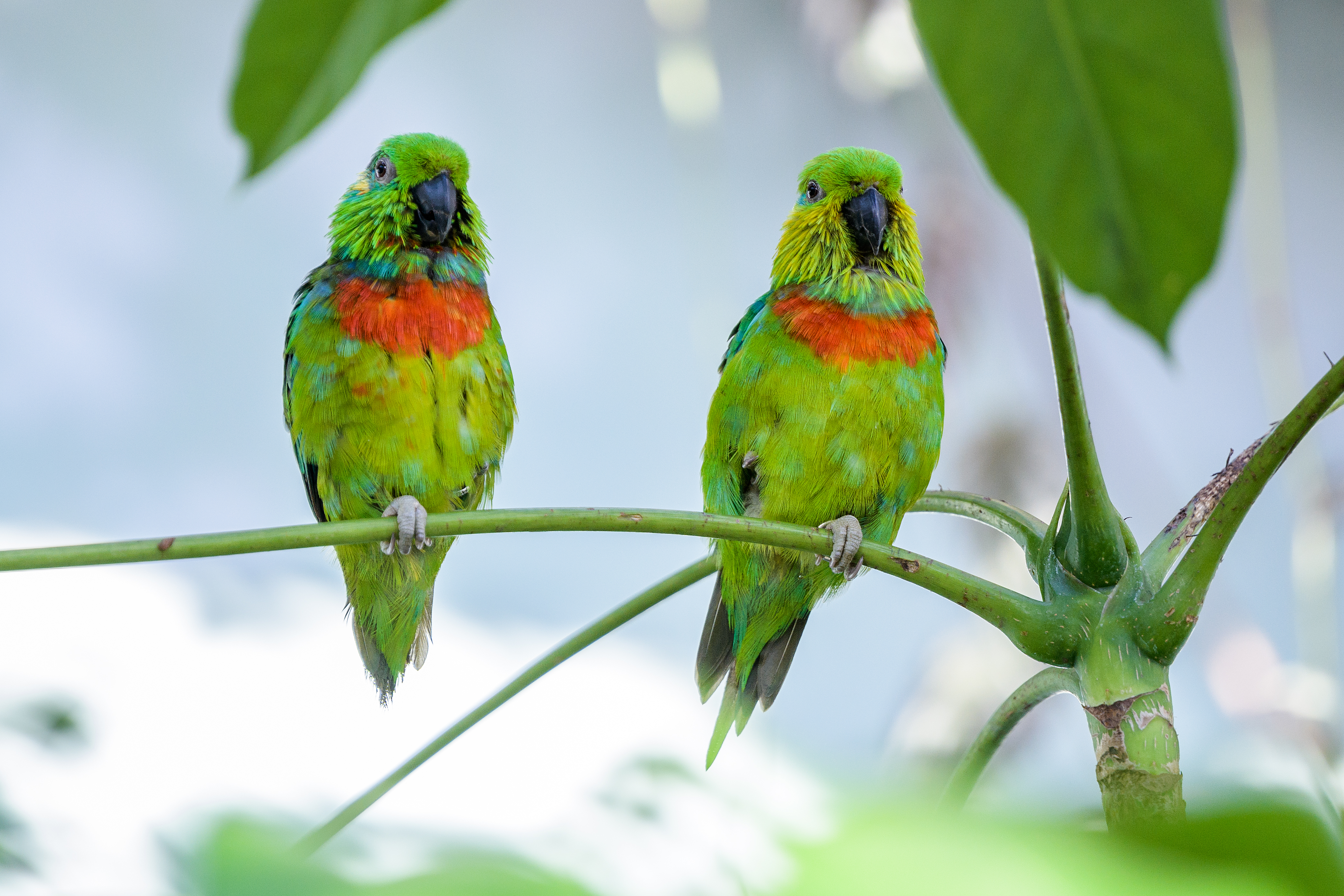
Гильвінські папуги (Psittaculirostris salvadorii)

## Географія
Екорегіон рівнинних дощових та прісноводних заболочених лісів півночі Нової Гвінеї охоплює передгір'я та низовини, розташовані у північній частині Нової Гвінеї — другого за площею острова світу, розділеного між Індонезією та Папуа Новою Гвінеєю. Він простягається на 1300 км із заходу на схід, від східного узбережжя затоки Чендравасіх в індонезійській провінції Папуа до гирла річки Маркем в провінції Моробе у Папуа Новій Гвінеї. Центральну частину екорегіону займає басейн Сепіку — найдовшої річки острова, та басейни інших великих річок, зокрема Мамберамо та Раму. В широких алювіальних долинах на півночі Нової Гвінеї розташовано багато боліт та прісноводних озер.
Гори Центрального хребта, які простягаються на південь від регіону, є частиною екорегіону гірських дощових лісів Центрального хребта, гори Циклопів, гори Фоджа, гори Торічеллі та гори Бевані, які підіймаються над низовинами регіону, — екорегіону гірських дощових лісів півночі Нової Гвінеї, а гори півострова Гуон, розташованого на північному сході Нової Гвінеї — екорегіону гірських дощових лісів півострова Гуон. На узбережжі затоки Чендравасіх та в деяких інших районах на північному узбережжі Нової Гвінеї ліси екорегіону переходять у новогвінейські мангри.

## Клімат
В межах екорегіону домінує екваторіальний клімат (Af за класифікацією кліматів Кеппена). Середньорічна кількість опадів тут коливається від 2000 до 4000 мм, однак у деяких районах в передгір'ях Центрального хребта вона може досягати 7000 мм.

## Флора
В межах екорегіону зустрічаються різноманітні рослинні угруповання, зокрема рівнинні дощові ліси, прісноводні заболочені ліси, трав'яні та очеретяні болота, заболочені савани та рідколісся. Їх розподіл залежить від кількості опадів, ґрунтів та тривалості затоплення під час сезону дощів.
Основними рослинними угрупованнями екорегіону є рівнинні широколистяні вічнозелені дощові ліси, які можна умовно розділити на низинні алювіальні ліси та пагорбові ліси. Низинні алювіальні ліси півночі Нової Гвінеї характеризуються нерівним, багатоярусним лісовим наметом, над яким підіймається багато поодиноких емерджентних дерев. Серед дерев, поширених в низинних лісах регіону, слід відзначити острівне лічі (Pometia pinnata), суматранський октомелес (Octomeles sumatrana), диявольське дерево (Alstonia scholaris), а також різні види фікусів (Ficus spp.) та терміналій (Terminalia spp.). Також у низинних лісах екорегіону зустрічаються різноманітні птерокарпуси (Pterocarpus spp.), артокарпуси (Artocarpus spp.), планшонелли (Planchonella spp.), канаріуми (Canarium spp.), елеокарпуси (Elaeocarpus spp.), криптокарії (Cryptocarya spp.), каркаси (Celtis spp.), драконтомелони (Dracontomelon spp.), смердючі дерева (Dysoxylum spp.), сизигіуми (Syzygium spp.), авраамові дерева (Vitex spp.), свинячі сливи (Spondias spp.) та інції (Intsia spp.). В їх чагарниковому підліску поширені пальми. Також у низинних лісах у великій кількості поширені ліани, епіфіти та папороті.
Ліси, що ростуть на пагорбах Північної Нової Гвінеї, характеризуються більш низьким і густим лісовим наметом, ніж алювіальні ліси. Чагарниковий ярус в цих лісах більш відкритий та містить менше пальм, а трав'яний ярус більш щільний. У пагорбових лісах екорегіону поширені острівні лічі (Pometia pinnata), різні види канаріумів (Canarium spp.), анісоптер (Anisoptera spp.), криптокарій (Cryptocarya spp.), терміналій (Terminalia spp.), сизигіумів (Syzygium spp.), фікусів (Ficus spp.), каркасів (Celtis spp.), смердючих дерев (Dysoxylum spp.) та бухананій (Buchanania spp.). Подекуди в них також зустрічаються великоцвіті компасії (Koompassia grandiflora) та папуанські евкаліптовики (Eucalyptopsis papuana), а також різні види ділленій (Dillenia spp.), ватік (Vatica spp.) та хопей (Hopea spp.). На деяких пагорбах зустрічаються густі гаї папуанських араукарій (Araucaria cunninghamii var. papuana), які можуть досягати до 60 м заввишки.
Прісноводні заболочені ліси поширені в широких заплавах Сепіку, в районі Озерних рівнин, та в інших низовинах екорегіону, які періодично затоплюються водою. Структура прісноводних заболочених лісів може різнитися від густої до відкритої, а рівномірний лісовий намет в них зазвичай розташований на висоті 20-30 м над землею. У прісноводних заболочених лісах екорегіону переважають короткочерешкові кампносперми (Campnosperma brevipetiolatum), вухаті кампносперми (Campnosperma auriculatum), жолобчасті терміналії (Terminalia canaliculata), східні науклеї (Nauclea orientalis) та різні види сизигіумів (Syzygium spp.), а також мускатники Холлрунга (Myristica hollrungii) у дельтах великих річок. Хоча у деяких заболочених лісах переважають майже чисті насадження кампносперм (Campnosperma spp.) або чайних дерев (Melaleuca spp.), інші заболочені ліси можуть характеризуватися великим різноманіттям деревної флори. Так, у лісах, поширених в заплавах Мамберамо, зустрічаються фікуси (Ficus spp.) та гілкоцвіті сирні дерева (Pittosporum ramiflorum), які утворюють лісовий намет на висоті 45 м над землею. В інших заболочених лісах зустрічаються різні види тімоніусів (Timonius spp.) та ділленій (Dillenia spp.).
В середньому ярусі прісноводних заболочених лісів поширені сагові пальми (Metroxylon sagu) та різні види панданів (Pandanus spp.). Сагові пальми частіше домінують у районах, які затоплюються прісною водою, а пандани — у гирлах річок, де вода більш солонувата. В підліску заболочених лісів, на трав'яних болотах та в саванах поширені високі трави, зокрема південна леєрсія (Leersia hexandra), а також різні види очерету (Phragmites spp.) та цукрової тростини (Saccharum spp.).

## Фауна
В межах екорегіону зустрічається 76 видів ссавців — передусім сумчастих, дрібних гризунів та рукокрилих. Серед поширених в регіоні ссавців слід відзначити сірого деревного кенгуру (Dendrolagus inustus), пухнастого кускуса (Phalanger orientalis), плямистого кускуса (Spilocuscus maculatus), наземного кускуса (Phalanger gymnotis), смугастого поссума (Dactylopsila trivirgata), пір'їнохвостого поссума (Distoechurus pennatus), низинного кільчастохвостого поссума (Pseudochirulus canescens), цукрову сумчасту летягу (Petaurus breviceps), новогвінейського квола (Dasyurus albopunctatus), трисмугу сумчасту куницю (Myoictis melas), довгохвосту сумчасту куницю (Murexia longicaudata), звичайного колючого бандикута (Echymipera kalubu), довгоносого колючого бандикута (Echymipera rufescens), великого новогвінейського колючого пацюка (Rattus praetor), велетенського білохвостого щура (Uromys caudimaculatus), низинного мозаїкохвостого щура (Paramelomys platyops), золоточеревого боброщура (Hydromys chrysogaster), маскового крилана (Pteropus conspicillatus), вухатого крилана (Pteropus macrotis), великого крилана (Pteropus neohibernicus) та австралійську єхидну (Tachyglossus aculeatus). 
Ендеміками екорегіону є великі лісові валлабі (Dorcopsis hageni), боброщури Циглера (Hydromys ziegleri) та листоноси Гілла (Hipposideros edwardshilli), а майже ендемічними його представниками — валлабі Брауна (Thylogale browni), чорноплямисті кускуси (Spilocuscus rufoniger), колючі бандикути Клари (Echymipera clara), східнопапуанські пацюки (Rattus mordax), великі мозаїкохвості щури (Mammelomys rattoides), мозаїкохвості щури Монктона (Paramelomys moncktoni), землерийкомиші Річардсона (Microhydromys richardsoni), мантійні отомопси (Otomops secundus) та флайські трубковухи (Kerivoula muscina).
Орнітофауна екорегіону включає жовтошийого казуара (Casuarius unappendiculatus), папуанського великонога (Megapodius decollatus), буродзьобого великонога (Talegalla jobiensis), новогвінейського голуба-зеленокрила (Chalcophaps stephani), новогвінейського пінона (Ducula rufigaster), білогорлого тілопо (Ptilinopus pulchellus), новогвінейського коукала (Centropus bernsteini), новогвінейського пастушка (Megacrex inepta), молуцького орла (Aquila gurneyi), новогвінейського орла-карлика (Hieraaetus weiskei), новогвінейську гарпію (Harpyopsis novaeguineae), новогвінейського осоїда-довгохвоста (Henicopernis longicauda), новогвінейського яструба (Megatriorchis doriae), новогвінейську сову-голконога (Ninox theomacha), папуанського калао (Rhyticeros plicatus), папуанського рибалочку (Ceyx solitarius), малого тороторо (Syma torotoro), білодзьобу кукабару (Dacelo gaudichaud), жовточубого какаду (Cacatua galerita), чорнощокого папужку (Cyclopsitta gulielmitertii), веселкового лорікета (Trichoglossus haematodus), жовтоплечого алістера (Alisterus chloropterus), папуанську піту (Erythropitta macklotii), білогорлого нявкуна (Ailuroedus buccoides), новогвінейського медовчика (Pycnopygius ixoides), жовтовусого медолюба (Microptilotis flavirictus), великодзьобого ріроріро (Gerygone magnirostris), жовточеревого ріроріро (Gerygone chrysogaster), новогвінейського стадняка (Garritornis isidorei), новогвінейського шикачика (Edolisoma schisticeps), чорного шикачика (Edolisoma melas), золотистого личинкоїда (Campochaera sloetii), папуанського оругеро (Lalage atrovirens), іржастого пітогу (Pitohui kirhocephalus), новогвінейську сорочицю (Cracticus cassicus), лісового біловуха (Peltops blainvillii), королівського дивоптаха (Cicinnurus regius), чароптаха (Seleucidis melanoleucus), малого дивоптаха (Paradisaea minor), великого оздобника (Ptiloris magnificus), новогвінейського монарха (Symposiachrus manadensis), вохристого монарха (Monarcha rubiensis), чорного фруктоїда (Melanocharis nigra), строкатого корольця (Poecilodryas hypoleuca), золотоволого міно (Mino anais), новогвінейську мунію (Mayrimunia tristissima) та папуанську мунію (Lonchura spectabilis).
Ендеміками екорегіону є гильвінські папуги (Psittaculirostris salvadorii), бурі лорі (Chalcopsitta duivenbodei), тонкодзьобі медівники (Philemon brassi) та західні дивоптахи-серподзьоби (Drepanornis bruijnii), а майже ендемічними його представниками — північні короначі (Goura victoria), червоногорлі папуги (Psittaculirostris edwardsii), новогвінейські медовці (Lichmera alboauricularis), північні монархи-голооки (Arses insularis), темночереві маріки (Cinnyris idenburgi), сизі свистуни (Pachycephala leucogastra), буроголові ворони (Corvus fuscicapillus), широкоброві корольці (Poecilodryas brachyura) та великодзьобі мунії (Lonchura grandis).

## Збереження
Оцінка 2017 року показала, що 15 323 км², або 11 % екорегіону, є заповідними територіями. Природоохоронні території включають: Природний заповідник Мамберамо-Фоджа в Індонезії, а також Національний парк Якопі-Наленк в Папуа Новій Гвінеї.